# Hazen (Arkansas)
Hazen é uma cidade localizada no estado norte-americano de Arkansas, no Condado de Prairie.

## Demografia
Segundo o censo americano de 2000, a sua população era de 1637 habitantes.
Em 2006, foi estimada uma população de 1517, um decréscimo de 120 (-7.3%).

## Geografia
De acordo com o United States Census Bureau, a localidade tem uma área de 9,5 km², sem área coberta por água. Hazen localiza-se a aproximadamente 70 m acima do nível do mar.

## Localidades na vizinhança
O diagrama seguinte representa as localidades num raio de 32 km ao redor de Hazen.